# News and Tributes
News and Tributes è il secondo album discografico in studio del gruppo musicale inglese The Futureheads, pubblicato nel 2006.

## Tracce
1. Yes/No – 3:00
2. Cope – 2:51
3. Fallout – 2:59
4. Skip to the End – 2:54
5. Burnt – 3:41
6. News and Tributes – 3:49
7. The Return of the Berserker – 2:36
8. Back to the Sea – 3:24
9. Worry About It Later – 3:38
10. Favours for Favours – 2:52
11. Thursday – 3:46
12. Face – 3:31